# 埃尔谢斯海姆-伊林根
埃尔谢斯海姆-伊林根是德国巴登-符腾堡州的一个市镇。总面积10.14平方公里，总人口3266人，其中男性1626人，女性1640人（2011年12月31日），人口密度322人/平方公里。